# Blauwstaartbijeneter
De blauwstaartbijeneter (Merops philippinus) is een bijeneter die voorkomt in Oriëntaals gebied en Papoea-Nieuw-Guinea.

## Algemeen
De blauwstaartbijeneter is net als andere soorten bijeneters een kleurrijke, ranke vogel. De geslachten van deze bijeneter van gemiddelde grootte lijken sterk op elkaar. De kruin, bovenkant van de rug en het grootste deel van de vleugels zijn olijfkleurig groen met een beetje roestkleur daardoorheen. De onderkant van de rug en de romp zijn blauw. De staart is, zoals de naam al aangeeft blauw, waarbij de langere centrale staartveren zwart eindigen. Ter hoogte van de ogen heeft de blauwstaartbijeneter een zwarte streep die begrensd wordt door helder groenachtig blauw. De kin is lichtgeel, de keel roestkleurig. De borst en de buik zijn lichtgroen met wat roestkleur erdoorheen. De onderkant van de staart is lichtblauw. De snavel is zwart, de ogen donkerrood en de poten zijn rozeachtig bruin. Een juveniel is wat valer van kleur dan een volwassen exemplaar en heeft bovendien wat kortere centrale staartveren.
Deze soort wordt inclusief staart 29 centimeter en heeft een vleugellengte van 12,5 centimeter.

## Ondersoorten en verspreiding
Bij de blauwstaartbijeneter worden geen ondersoorten (meer) onderscheiden. Deze vogel komt voor van India en Sri Lanka tot zuidelijk China, Indochina, de Filipijnen, Indonesië en Nieuw-Guinea.

## Leefgebied
Deze soort leeft alleen of in kleine groepjes in het open land of in de buurt van water, zoals rivieren, moerasachtige gebieden en rijstvelden.

## Voedsel
De blauwstaartbijeneter eet voornamelijk insecten en dan met name bijen, wespen en horzels. Deze vangen ze vaak in de lucht.

## Voortplanting
De blauwstaartbijeneter nestelt in kolonies langs de oevers van rivieren en op kliffen. Per nest legt deze soort drie tot vijf glimmend witte eieren in een holletje aan het eind van een ongeveer 1 meter lange tunnel. De blauwstaartbijeneter is parend waargenomen in de maand april.